# كارول باش
كارول باش (بالإنجليزية: Carole Bache)‏ هي كاتِبة أمريكية، ولدت في 17 فبراير 1889، وتوفيت في 1950.